# 개 먹이

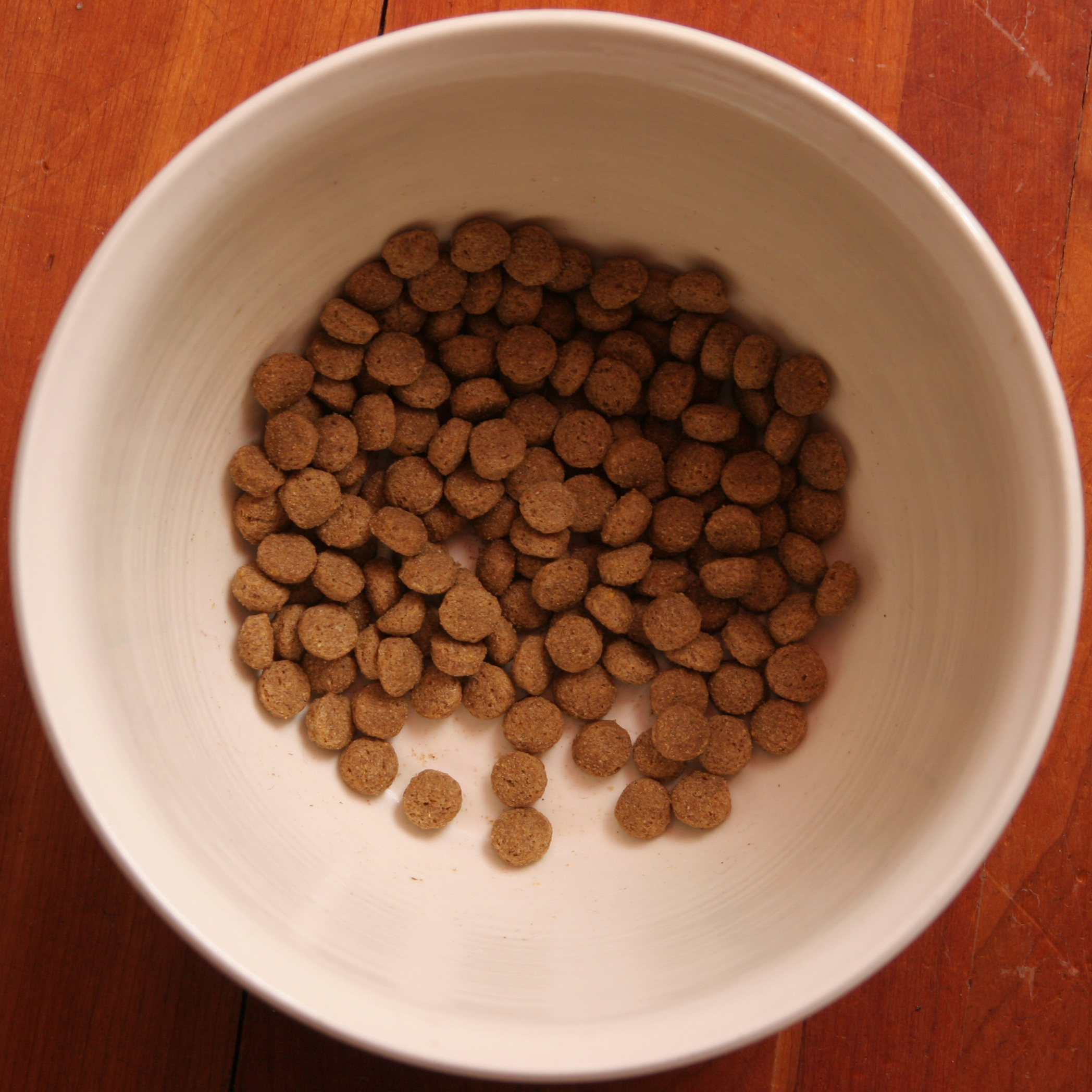
개 먹이

개 먹이 또는 도그 푸드(dog food)는 개와 개과 동물이 섭취하도록 특별히 제조된 동물 사료이다.
애완동물인 개의 사료를 선택하는 것은 반려견의 선호도보다는 영양소에 대한 적합성에 따라야 한다. 반려견 보호자는 반려견의 품종, 크기, 연령, 건강 상태를 고려하여 반려견의 영양적 필요에 제일 적합한 사료를 선택해야 한다.
올바른 강아지 사료 급여 방법
강아지 사료는 적절한 방법으로 급여하지 않으면 설사나 구토 같은 증상이 나타날 수 있으며, 비만이나 과도한 체중 감량, 또는 질병의 원인이 될 수 있다. 따라서 올바른 급여 방법을 알아두는 것이 중요하다.
■ 강아지 사료를 올바르게 급여하는 포인트
- 반려견의 적정량을 파악한다
- 사료 전환은 천천히 진행한다
- 영양소를 파괴하지 않는 맛있는 불리기 방법을 사용한다
- 라이프 스테이지에 맞춰 급여 횟수나 식단을 변경한다